# Teiki
Le Teiki (帝紀) est un texte historique censé avoir été compilé en 681. Le texte n'existe plus. Son existence est mentionnée dans le Kojiki qui indique avoir été composé à partir de son contenu.

## Contexte
Selon le Nihon Shoki: 

« Le dix-septième jour, l'empereur qui réside dans le Daigokuden, ordonne aux princes Kawashima, Osakabe [etc.] de mettre au point une édition définitive du Teiki et du Jōko Shoji. »

Selon la préface du Kojiki, l'empereur Tenmu dit,: 

« Ce que j'entends est que le Teiki et le Honji qu'ont créés de nombreuses maisons sont déjà différents de la vérité et contiennent beaucoup d'inexactitudes. Si ces erreurs ne sont pas corrigées maintenant, le sens original sera perdu en quelques années. Ils [les textes] constituent le fondement du système national et la fondation du gouvernement impérial. Aussi, je tiens à examiner attentivement le Teiki et le Kyūji, à supprimer les erreurs et à établir la vérité pour les générations futures. »

Il fait alors mémoriser par Hieda no Are le contenu du Teiki et du Kyūji, qui sont ensuite utilisés comme sources historiques pour composer le Kojiki.

## Titre
Le titre même du texte est inconnu en raison des difficultés orthographiques des vieux textes japonais. La lecture Teiki est prise de la lecture onyomi. Par ailleurs, les lectures traditionnelles japonaises comprennent Sumera Mikoto no Fumi et Sumerogi no Fumi qui signifient littéralement « chronique impériale ».
La préface du Kojiki fait référence à deux autres titres : Sumera Mikoto no Hitsugi (帝皇日嗣, « Généalogie des empereurs ») et Sakitsuyo no Furukoto (先代旧辞). Les deux sont des noms alternatifs pour le Teiki,.

## Contenu
Comme le texte n'existe plus, on sait très peu de choses à son sujet. De l'avis général, le Teiki décrit la ligne impériale. Une théorie tient qu'il s'agit d'une généalogie de la lignée impériale qui documente le règne de chaque empereur. Une autre théorie, fondée sur le titre littéral, affirme qu'il s'agit d'un compte rendu des réalisations impériales, mais qu'il n'est pas adéquat comme généalogie.
Une théorie rivale identifie les deuxième et troisième volumes du Kojiki au véritable contenu du Teiki. Et une autre encore suggère que le Teiki et le Kyūji ne sont pas deux textes distincts, mais plutôt un texte unifié.